# Al-Chanka
Al-Chanka (arab. الخانكة) – miasto w Egipcie, w muhafazie Al-Kaljubijja. W 2006 roku liczyło 69 791 mieszkańców.